# Christian Adolphe de Schleswig-Holstein-Sonderbourg-Franzhagen
Christian Adolphe de Schleswig-Holstein-Sonderbourg-Franzhagen (Sonderbourg 3 juin 1641 - Hambourg 11 janvier 1702; inhumé à Franzhagen) prince de Schleswig-Holstein-Sonderbourg puis de Schleswig-Holstein-Franzhagen de 1653 à 1702.

## Biographie
Christian Adolphe est le fils de Jean-Christian de Schleswig-Holstein-Sonderbourg et de son épouse Anne fille de Antoine II d'Oldenbourg-Delmenhorst. Il succède à son père en 1653 mais après la banqueroute de sa famille en 1667 il est contraint de rétrocéder Sonderbourg au royaume de Danemark et sa lignée prend alors le nom de Schleswig-Holstein-Franzhagen. 
Christian -Adolphe épouse à Franzhagen entre le 31 octobre/1 novembre 1676 la princesse Éléonore-Charlotte de Saxe-Lauenbourg-Franzhagen (Marienflies, Brandebourg 8 août 1646- †  Franzhagen 26 janvier 1709; inhumé à Franzhagen) dont:
- Léopold Christian de Schleswig-Holstein-Franzhagen ;
- Louis Charles de Schleswig-Holstein-Franzhagen ;
- Johann Franz (né à Franzhagen 30 juillet 1685 - † Franzhagen 22 janvier 1687)